# Protowithius robustus
Espèce
Protowithius robustus est une espèce de pseudoscorpions de la famille des Withiidae.

## Distribution
Cette espèce est endémique de l'archipel Juan Fernández au Chili. Elle se rencontre sur l'île Robinson Crusoe.

## Description
Le mâle holotype mesure 4,5 mm.

## Publication originale
- Beier, 1955 : Pseudoscorpione von den Juan-Fernandez-Inseln (Arachnida Pseudoscorpionida). Revista Chilena de Entomología, vol. 4, p. 205-220 (texte intégral).